# Panayır, Gölcük
Panayır là một xã thuộc huyện Gölcük, tỉnh Kocaeli, Thổ Nhĩ Kỳ. Dân số thời điểm năm 2010 là 273 người.